# Kopejsk
Kopejsk (Russisch: Копейск) is een Russische stad in de oblast Tsjeljabinsk. De stad telt 137.601 inwoners in 2010.

## Geboren
- Aleksandr Gradski (1949-2021), Russische rockzanger
- Sergej Kovaljov (1983), Russische bokser
- Gennadi Tatarinov (1991), Russisch wielrenner